# Dave Fleischer
David Fleischer (/ˈdeɪvɪd ˈflaɪʃər/; Nova York 14 de juliol de 1894 - Woodland Hills (Los Angeles) 25 de juny de 1979) va ser un productor i director de cinema estatunidenc, principalment conegut com a copropietari dels estudis Fleischer amb el seu germà gran Max Fleischer.

## Biografia
Dave Fleischer era el més jove de cinc germans i va créixer a Brownsville, Brooklyn, un barri jueu pobre. Quan va néixer David, el seu pare havia perdut els mitjans de subsistència a causa de la producció massiva de peces de vestir.
Fleischer va treballar com a acomodador al teatre Palace de Broadway, on va estar exposat al vodevil. Aquesta experiència va contribuir al desenvolupament del seu sentit pels gags i el timing, que va entrar en joc quan va unir forces amb el seu germà gran, Max en la producció de dibuixos animats. En un moment donat, la família vivia a Coney Island, i es va interessar per ser un pallasso per a una de les diversions del programa lateral. Aquest personatge de pallasso es recordaria uns anys més tard en relació amb els primers experiments de Max amb el seu primer gran invent, "El rotoscopi" i va ser la font del seu primer personatge que va evolucionar cap a el pallasso Koko a la sèrie pionera, Out of the Inkwell.
Cap al 1913-14 va començar a treballar com a muntador de pel·lícules per a Pathé Exchange, la branca americana de Pathé, l'empresa francesa que va ser la companyia de distribució i producció de pel·lícules més gran del món i el major fabricant d'equips cinematogràfics de les primeres dècades del segle xx. .
El 1921 va unir forces amb Max per iniciar el seu primer estudi, Out of the Inkwell Films, Inc., en un apartament soterrani a Midtown, Manhattan. Va passar a ser director i posteriorment productor supervisor de la producció de l'estudi. Entre les sèries de dibuixos animats que va supervisar Fleischer hi havia Out of the Inkwell, Inklings, The Inkwell Imps, Talkartoons, Betty Boop, Popeye the Sailor, Color Classics. També va supervisar dues pel·lícules animades Gulliver's Travels i Mr. Bug Goes to Town.
Després d'una reubicació a Miami, Florida, i de la producció del seu primer llargmetratge, Gulliver's Travels, els estudis Fleischer es van quedar en deute amb Paramount Pictures a causa del sobrecost de "Gulliver" i de les pèrdues en lloguers de les noves sèries de dibuixos animats dels anys 40 produïdes sota el control de Dave. Les noves sèries, inclosos els Stone Age Cartoons, Gabby i Animated Antics, van ser mal rebudes, els teatres només valoraven els dibuixos animats de Popeye. Això va forçar la rendició temporal dels estudis Fleischer a Paramount el 24 de maig de 1941.
Max Fleischer va aconseguir la llicència de Superman després que Republic Pictures presumptament passés a la propietat com a possible serial. Pressupostat al doble del cost d'un dibuix animat de Popeye, Superman es va convertir en la sèrie de dibuixos animats amb més èxit del darrer període Fleischer Studio, que representava la seva maduresa fins als anys quaranta. Les relacions entre els germans van començar a deteriorar-se cap al 1938, cosa que es va agreujar encara més quan Dave va prendre el control de la producció a partir del 1940, cosa que va provocar que els dibuixos animats més pobres produïts sota el seu control s'agreugessin pel seu rebuig continu a les aportacions de Max i la finalització tardana de les pel·lícules.
Dave Fleischer va renunciar als estudis Fleischer a finals de novembre de 1941, després de gravar la partitura de Mr. Bug Goes to Town. La seva renúncia oficial es va anunciar el 31 de desembre de 1941. Es va convertir en productor de Screen Gems a Columbia Pictures l'abril de 1942, on va produir Song of Victory i Imagination, que van ser nominada als Oscar. També va produir la sèrie The Fox and Crow i Li'l Abner, així com la sèrie omnibus Phantasies. Malgrat les nominacions als Oscar, Harry Cohn va acomiadar Dave el 1944, substituint-lo per Harry Binder.
Es va apropar a Republic Pictures amb una versió semblant a un elf de Koko the Clown, un personatge anomenat "Snippy", que va ser provat com a novetat combinada d'acció en viu i animació al final del musical de baix pressupost, Trocadero. Tanmateix, mai es va materialitzar una sèrie de dibuixos animats de "Snippy". Fleischer va continuar a Republic com a productor associat de la seqüència d'animació d'un minut de pel·lícula per a una altra pel·lícula de sèrie "B", That's My Baby! (1944).
Durant un curt període, va tenir una tira còmica per a The Hollywood Citizen News. A principis de la dècada de 1950, Dave va animar una sèrie de Technicolor teatral per a Filmack Trailer i companyia mercantil snipe locals de Chicago. Va ser a la seu de Filmack a Chicago, Illinois, quan va animar el famós Let's All Go to the Lobby.
Després d'una sèrie de tasques estranyes, Dave va obtenir una posició permanent com a "especialista tècnic" a Universal a través del productor d'animació, Walter Lantz. A Universal, Dave va fer de tècnic en efectes especials i solucionava problemes generals, treballant en pel·lícules com Francis, Els ocells i Millie, una noia moderna. Va ser acreditat com a "assessor tècnic" en el llançament a la versió americana de la versió d'Universal del llargmetratge d'animació rus, The Snow Queen (1957), supervisant el doblatge en anglès.

## Mort
Després de la seva assignació a Millie, una noia moderna, Fleischer es va retirar i va continuar vivint al complex d'apartaments Peyton Hall a Hollywood Boulevard fins a la seva mort. Va morir d'un ictus el 25 de juny de 1979, tres setmanes abans del seu 85è aniversari.